# Chamaedorea microphylla
Chamaedorea microphylla är en enhjärtbladig växtart som beskrevs av Hermann Wendland. Chamaedorea microphylla ingår i släktet Chamaedorea och familjen Arecaceae.
Artens utbredningsområde är Panama. Inga underarter finns listade i Catalogue of Life.